# Gladiolus iroensis
Gladiolus iroensis är en irisväxtart som först beskrevs av Auguste Jean Baptiste Chevalier, och fick sitt nu gällande namn av Wessel Marais. Gladiolus iroensis ingår i släktet sabelliljor, och familjen irisväxter.
Artens utbredningsområde är Tchad. Inga underarter finns listade i Catalogue of Life.